# The Question
The Question är det andra fullängdsalbumet släppt av gruppen Emery. Frågan som titeln syftar på är troligtvis det som står skrivet på baksidan av fodralet, "Where were you when I was...". Låttitlarna kompletterar denna fråga. Till exempel "Where were you when I was so cold I could see my breath?", (Var var du när jag var så frusen att jag kunde se min andedräkt?).
21 november 2006 släppte Emery "The Question" med fem akustiska versioner av tidigare låtar, två nya demolåtar och en DVD. DVD:n innehåller "Emery - A Film", liveframträdanden och bonusklipp".
I samband med skivsläppet släpptes teasern The Question Pre-Sale Exclusive som är en begränsad EP-utgåva. EP:n kunde endast erhållas på en specifik plats under speciella förhållanden. Den innehåller främst akustiska versioner från deras två tidigare album, samt ett underhållande spår, "Anne Marie".

## Låtlista
Where were you when I was...
1. "So Cold I Could See My Breath" – 3:31
2. "Playing with Fire" – 3:51
3. "Returning the Smile You Have Had from the Start" – 3:04
4. "Studying Politics" – 3:30
5. "Left with Alibis and Lying Eyes" – 3:22
6. "Listening to Freddie Mercury" – 2:42
7. "The Weakest" – 4:04
8. "Miss Behavin'" – 3:17
9. "In Between 4th and 2nd Street" – 0:32
10. "The Terrible Secret" – 3:28
11. "In a Lose, Lose Situation" – 3:56
12. "In a Win, Win Situation" – 5:29

Deluxe Edition bonuslåtar
1. "Playing with Fire (Acoustic)" – 4:18
2. "The Ponytail Parades (Acoustic)" – 4:21
3. "Walls (Acoustic)" – 3:55
4. "Fractions (Acoustic)" – 4:46
5. "Studying Politics (Acoustic)" – 3:37
6. "Death to Inconvenience (Demo)" – 3:50
7. "ThoughtLife (Demo)" – 4:00

## Medverkande
Emery
- Toby Morrell - Sång, Gitarr
- Devin Shelton - Sång, Gitarr
- Matt Carter - Gitarr
- Joel "Chopper" Green - Bas
- Josh Head - Sång, Keyboards
- Dave Powell - Trummor, Slagverk

Produktion
- Producerad och inspelad av Aaron Sprinkle på Compound Recording, Seattle
- Mixad av JR McNeely på Compound Recording, Seattle
  - Excluderat "Studying Politics" & "The Terrible Secret". Mixad av Randy Staub på The Warehouse Vancouver, BC
- Masterad av Troy Glessmer på Spectre Studios, South, assisterande ingenjör Aaron Lipinski
- Trumteknik: Aaron Mlasko
- Ytterligare synth och programmering av Aaron Sprinkle
- Ytterligare sång av Melanie Studley
- Exekutiv producent: Brandon Ebel
- A&R: Jonathan Dunn
- Internationell representation av: Dave Taylor & Larry Mazer för ESU Management
- Albumkonst: Invisible Creature & Emery
- Design: Ryan Clark för Invisible Creature
- Fotografi av Jerad Knadson

Deluxe Edition
- Spår 13-19 producerade av Matt Cater & Mixad av Zach Hodges
  - Exkluderat "Fractions (Acoustic)" & "Walls (Acoustic)". Mixad av David Bandesh
- Mixad av T-roy för Spectre Studios